# Wolf-Dietrich Bald
Wolf-Dietrich Bald (* 7. Mai 1942 in Braunschweig; † 26. April 2004) war ein deutscher Anglist, Sprachwissenschaftler und Hochschullehrer.

## Leben und Wirken
Nach seiner Reifeprüfung 1963 in Dortmund studierte Wolf-Dietrich Bald Anglistik, Geschichte, Allgemeine Sprachwissenschaft und Phonetik, zunächst von 1963 bis 1964 an der Universität Freiburg/Br., von 1964 bis 1965 an der University of Sheffield und von 1964 bis 1968 an der Universität Hamburg. 1968 legte er das erste Staatsexamen für den höhere Schuldienst in Hamburg ab. Von 1969 bis 1970 hielt er sich am University College London auf und erwarb dort u. a. einen Magistergrad. 1971 promovierte er an der Universität Hamburg bei Broder Carstensen. Von 1970 bis 1972 arbeitete er als wissenschaftlicher Assistent an der Universität Mainz. Nach einer Lehrstuhlvertretung (1972/73) war er von 1973 bis 1988 ordentlicher Professor für Anglistik an der RWTH Aachen. Im Jahre 1988 übernahm er eine Professor für Angewandte Sprachwissenschaft und Anglistik an der Universität zu Köln.
In seinen Veröffentlichungen beschäftigte sich Bald vor allem mit der Grammatik der englischen Sprache.

## Veröffentlichungen (Auswahl)
- (mit Broder Carstensen u. Marlis Hellinger): Die Behandlung grammatischer Probleme in Lehrwerken für den Englischunterricht (= Schule + Forschung, Bd. 19). Diesterweg, Frankfurt/M. 1972, ISBN 3-425-04219-X.
- Studien zu den kopulativen Verben des Englischen (= Commentationes Societatis Linguisticae Europaeae, Bd. 5). Hueber, München 1972 (= Dissertation Universität Hamburg).
- (Hrsg., mit Robert Ilson): Studies in English usage. The resources of a present-day English corpus for linguistic analysis (= Forum linguisticum, Bd. 6). Lang, Frankfurt/M. 1977, ISBN 3-261-01701-5.
- Testmethoden und linguistische Theorie. Beispiele und Übungen zur linguistischen Methodologie (= Anglistische Arbeitshefte, Bd. 15). Niemeyer, Tübingen 1977, ISBN 3-484-40070-6.
- (mit Jozef M. Odekerken): Grasping grammar. Langenscheidt-Longman, München 1982, ISBN 3-526-50703-1.
- (mit Randolph Quirk): A university grammar of English. 3. Aufl. Langenscheidt-Longman, München 1983, ISBN 3-526-50700-7.
- (Hrsg., mit Horst Weinstock): Medieval Studies Conference Aachen 1983 (= Bamberger Beiträge zur englischen Sprachwissenschaft, Bd. 15). Lang, Frankfurt/M. 1984, ISBN 3-8204-5189-7.
- (Hrsg.): Kernprobleme der englischen Grammatik. Langenscheidt-Longman, München 1988, ISBN 3-526-50856-9.
- (Hrsg., mit Werner Hüllen): Handbuch Englisch als Fremdsprache. Erich Schmidt Verlag, Berlin 1995, ISBN 3-503-03067-0.
- (mit Sylvia Goulding): Englisch: Grammatik. Basiswissen. 4. Aufl. Berlitz, Princeton, NJ 1998, ISBN 3-8043-4508-5.

Außerdem zahlreiche Aufsätze in Fachzeitschriften.
Festschrift
- Sybil Scholz u. a. (Hrsg.): Language, context and cognition. Papers in honour of Wolf-Dietrich Bald's 60th birthday. Langenscheidt-Longman, München 2002, ISBN (Bibliographie Wolf-Dietrich Bald: S. 13ff.).